# Otto Wimmer Motorenfabrik
Otto Wimmer Motorenfabrik, già Benedikt Wimmer & Söhne, fu una azienda tedesca nel settore motoristico e costruttrice di motociclette e automobili.

## Storia
Benedikt Wimmer fondò nel 1898 la Benedikt Wimmer & Söhne. Producendo e riparando macchine agricole. Dal 1904 al 1906 l'azienda produsse anche automobili. Altre fonti danno la costruzioni di auto sotto la guida del figlio Otto Wimmer senior solo dal 1906. Il marchio fu Wimmer. La sede della società fu a Ruhstorf an der Rott. Nel 1921 iniziò la produzione di motociclette a Sulzbach am Inn, fino agli anni '30. Nel 1928 la società venne designata Otto Wimmer Motorenfabrik. Dopo la seconda guerra mondiale Otto Wimmer junior produsse solo prototipi di motociclette. Nel 1980 la società non esisteva più.

## Veicoli

### Automobili
L'unico modello fu la Central-Mobil. Una utilitaria. In totale 39 esemplari costruiti. Un esemplare fu esportato negli USA.

### Motociclette
Il primo modello del 1921 era basato su un telaio di bicicletta rinforzato. Un motore di 138 cm³ di cilindrata fu montato sulla ruota anteriore. La velocità massima era di 60 km/h. Nello stesso anno venne fabbricata una motocicletta con motore posizionato centralmente nel telaio e trasmissione sulla ruota posteriore. Vi fu anche il raffreddamento ad acqua. Nel 1924 seguì un motore più grosso di 175 cm³, nella variante raffreddata ad aria e ad acqua. Nel 1928 arrivò un motore con 59 mm di alesaggio, 73 mm corsa, 200 cm³ di cilindrata e 6 HP di potenza. La trasmissione a catena sulla ruota posteriore. 
Nel 1928 videro la luce due modelli più grandi di 500 cm³. Uno montava un motore Sturmey-Archer con valvole laterali e l'altro modello un motore Motosacoche con valvole in testa e 20 HP di potenza. Quest'ultimo modello raggiungeva 125 km/h di velocità massima e costava 1350 Reichsmark.
Nel 1930 una Neue Wimmer 200 nuova costava 795 Reichsmark. Opzionali erano l'impianto luci (100 Reichsmark), tachimetro (35 Reichsmark) e manubrio Gazda (25 Reichsmark).
Nel 1933 venne sviluppato da Wimmer un motore a valvole in testa di 200 cm³, 250 cm³, 350 cm³ e 500 cm³ di cilindrata e 9 HP, 12 HP, 16 HP, 22 HP di potenza.
Venne anche impiegato un motore a due tempi della Bark con 198 cm³ di cilindrata.
Nel 1936, 1938 o 1939 finì la produzione di motociclette. Come massima produzione si arrivò a 35 esemplari al mese.
Nel 1953 vennero costruiti 25 motori 250 cm³ e 350 cm³ per la Glas.

### Velivoli
Otto Wimmer senior sviluppò un prototipo di un velivolo leggero.